# Vicente Guerrero, Acatlán
Vicente Guerrero är en ort i Mexiko.   Den ligger i kommunen Acatlán och delstaten Hidalgo, i den sydöstra delen av landet, 120 km nordost om huvudstaden Mexico City. Vicente Guerrero ligger 2 152 meter över havet och antalet invånare är 743.
Terrängen runt Vicente Guerrero är platt åt sydost, men åt nordväst är den kuperad. Runt Vicente Guerrero är det tätbefolkat, med 286 invånare per kvadratkilometer. Närmaste större samhälle är Tulancingo, 13,8 km söder om Vicente Guerrero. Omgivningarna runt Vicente Guerrero är en mosaik av jordbruksmark och naturlig växtlighet.